# العلاقات الروسية الفنلندية
العلاقات الروسية الفنلندية هي العلاقات الثنائية التي تجمع بين روسيا وفنلندا.

## مقارنة بين البلدين
هذه مقارنة عامة ومرجعية للدولتين:
| وجه المقارنة                                              | روسيا                                   | فنلندا                                                                               |
| --------------------------------------------------------- | --------------------------------------- | ------------------------------------------------------------------------------------ |
| المساحة (كم2)                                             | 17.08 مليون                             | 338.42 ألف                                                                           |
| عدد السكان (نسمة)                                         | 146.80 مليون                            | 5.52 مليون                                                                           |
| الكثافة السكانية (ن./كم²)                                 | 8.59                                    | 16.31                                                                                |
| العاصمة                                                   | موسكو                                   | هلسنكي                                                                               |
| اللغة الرسمية                                             | اللغة الروسية                           | اللغة الفنلندية، اللغة السويدية                                                      |
| العملة                                                    | روبل روسي                               | يورو، ماركا فنلندية                                                                  |
| الناتج المحلي الإجمالي (بليون دولار)                      | 1.58 تريليون                            | 251.88 مليار                                                                         |
| الناتج المحلي الإجمالي (تعادل القوة الشرائية) بليون دولار | 3.69 تريليون                            | 231.84 مليار                                                                         |
| الناتج المحلي الإجمالي الاسمي للفرد دولار أمريكي          | 9.09 ألف                                | 42.31 ألف                                                                            |
| الناتج المحلي الإجمالي للفرد دولار أمريكي                 |                                         | 40.68 ألف                                                                            |
| مؤشر التنمية البشرية                                      | 0.798                                   | 0.883                                                                                |
| رمز المكالمات الدولي                                      | +7                                      | +358                                                                                 |
| رمز الإنترنت                                              | .ru، .рф، .рус ‏، .su                    | .fi                                                                                  |
| المنطقة الزمنية                                           | Magadan Time ‏، ت ع م+02:00، ت ع م+12:00 | ت ع م+02:00، ت ع م+03:00، أوروبا/هلسنكي ‏، توقيت شرق أوروبا، توقيت شرق أوروبا الصيفي ‏ |

## مدن متوأمة
في ما يلي قائمة باتفاقيات التوأمة بين مدن روسية وفنلندية:
- ترتبط فيدنويي مع توسولا باتفاقية توأمة.
- ترتبط كولا مع سودانكيلا [الإنجليزية]‏ باتفاقية توأمة.
- ترتبط ألاكورتي مع Pelkosenniemi [الإنجليزية]‏ باتفاقية توأمة.
- ترتبط لومونوسوف مع ماريهامن باتفاقية توأمة.
- ترتبط فلاديمير مع كيرافا باتفاقية توأمة منذ 1983.[16][17]
- ترتبط تورجوك مع سافونلينا باتفاقية توأمة.
- ترتبط فولغوغراد مع كيمي باتفاقية توأمة منذ 1966.[18][18][18]
- ترتبط فولوغدا مع Kuusankoski [الإنجليزية]‏ باتفاقية توأمة منذ 1 ديسمبر 2009.[19][19][19][19]
- ترتبط ريف أومبا [الإنجليزية]‏ مع Kolari [الإنجليزية]‏ باتفاقية توأمة.
- ترتبط مورمانسك مع روفانييمي باتفاقية توأمة منذ 8 أبريل 1993.[20][20][20][20]
- ترتبط ياروسلافل مع يوفاسكولا باتفاقية توأمة منذ 1995.
- ترتبط كيروفسك مع تورنيو باتفاقية توأمة.
- ترتبط بوليارنيي زوري مع Muonio [الإنجليزية]‏ باتفاقية توأمة.
- ترتبط لوغا مع ميكيلي باتفاقية توأمة.
- ترتبط Yona, Russia [الإنجليزية]‏ مع Savukoski [الإنجليزية]‏ باتفاقية توأمة.
- ترتبط كلين مع لابينرنتا باتفاقية توأمة.
- ترتبط بيتروزوفودسك مع يوينسو باتفاقية توأمة منذ 1989.[21][22][23][24]
- ترتبط نيجني نوفغورود مع تامبيري باتفاقية توأمة منذ 1991.
- ترتبط كاندالاكشا مع بلدية كيميارفي باتفاقية توأمة.
- ترتبط كينغيسيب مع رايسيو باتفاقية توأمة.
- ترتبط كرنشتات مع كوتكا باتفاقية توأمة منذ 1993.[25][26]
- ترتبط رجيف مع سالو باتفاقية توأمة.
- ترتبط Sovetsky, Leningrad Oblast [الإنجليزية]‏ مع كآرينا باتفاقية توأمة.
- ترتبط غاتتشينا مع إسبو باتفاقية توأمة منذ 1998.
- ترتبط كولبينو مع راوما باتفاقية توأمة منذ 8 سبتمبر 2003.
- ترتبط كالوغا مع لاهتي باتفاقية توأمة منذ 1969.[27]
- ترتبط كينيشما مع فانتا باتفاقية توأمة منذ 1 يونيو 2002.
- ترتبط أولنغورسك مع Posio [الإنجليزية]‏ باتفاقية توأمة.
- ترتبط أباتيتي مع Keminmaa [الإنجليزية]‏ باتفاقية توأمة.
- ترتبط سوكول مع فالكياكوسكي باتفاقية توأمة.
- ترتبط كالينينغراد مع توركو باتفاقية توأمة منذ 1994.[28][29][30][29]
- ترتبط كوستروما مع هوفينكا باتفاقية توأمة منذ 9 يونيو 2005.
- ترتبط سانت بطرسبرغ مع هلسنكي باتفاقية توأمة منذ 2 أكتوبر 1967.
- ترتبط فيبورغ مع لابينرنتا باتفاقية توأمة.
- ترتبط كوفدور مع سالا باتفاقية توأمة.
- ترتبط روستوف على نهر الدون مع كايآني باتفاقية توأمة منذ 25 يونيو 2009.[31][31][31][31]
- ترتبط سوتشي مع إسبو باتفاقية توأمة منذ 2012.
- ترتبط سفيرومورسك مع كيمي باتفاقية توأمة.

## منظمات دولية مشتركة
يشترك البلدان في عضوية مجموعة من المنظمات الدولية، منها:
| علم المنظمة | اسم المنظمة                        | تاريخ انضمام روسيا | تاريخ انضمام فنلندا |
| ----------- | ---------------------------------- | ------------------ | ------------------- |
|             | المنظمة الهيدروغرافية الدولية      | ?                  | ?                   |
|             | المجلس القطبي                      | 19 سبتمبر 1996     | 1996                |
|             | منظمة الشرطة الجنائية الدولية      | 27 سبتمبر 1990     | ?                   |
|             | الاتحاد البريدي العالمي            | ?                  | ?                   |
|             | منظمة التجارة العالمية             | 22 أغسطس 2012      | 1995                |
|             | الفريق المعني برصد الأرض           | ?                  | ?                   |
|             | مجموعة الموردين النوويين           | ?                  | ?                   |
|             | مؤسسة التنمية الدولية              | 16 يونيو 1992      | 29 ديسمبر 1960      |
|             | اتفاقية السماوات المفتوحة          | ?                  | ?                   |
|             | منظمة الأمن والتعاون في أوروبا     | 1992               | 25 يونيو 1973       |
|             | مؤسسة التمويل الدولية              | 12 أبريل 1993      | 20 يوليو 1956       |
|             | مجلس أوروبا                        | 28 فبراير 1996     | 5 مايو 1989         |
|             | منظمة حظر الأسلحة الكيميائية       | ?                  | ?                   |
|             | الأمم المتحدة                      | 24 أكتوبر 1945     | 14 ديسمبر 1955      |
|             | الاتحاد الدولي للاتصالات           | 1866               | 1 سبتمبر 1920       |
|             | البنك الدولي للإنشاء والتعمير      | 16 يونيو 1992      | 14 يناير 1948       |
|             | وكالة ضمان الاستثمار متعدد الأطراف | 29 ديسمبر 1992     | 28 ديسمبر 1988      |
|             | مجلس دول بحر البلطيق               | ?                  | 1992                |
|             | نظام تحكم تكنولوجيا القذائف        | 1995               | 1991                |
|             | يونسكو                             | 21 أبريل 1954      | 10 أكتوبر 1956      |

## أعلام
هذه قائمة لبعض الشخصيات التي تربطها علاقات بالبلدين:
- آنا هاماليانين (رياضية فنلندية، 24 مارس 1994 – )
- ألكسندرا كولونتاي (سياسية روسية شيوعية، 31 مارس 1872[40][41] – 9 مارس 1952[42][41][43])
- ألكسي كانغاس كولكا (لاعب كرة قدم، 29 أكتوبر 1988 – )
- أليكسي أريمنكو (لاعب كرة قدم، 24 مارس 1983[44] – )
- إيرو ميلونوف (ممثل فنلندي، 1 مايو 1980 – )
- بيتر فون باغ (29 أغسطس 1943[45][46] – 17 سبتمبر 2014[46])
- روبرت ايفانوف (21 يوليو 1993[47] – )
- رومان إيريمينكو (لاعب كرة قدم فنلندي، 19 مارس 1987[48] – )
- فلاديمير إيفانوفيتش ماركوف (سياسي فنلندي، 26 يوليو 1859 – 1919[49])
- ليونيد أندرييف (21 أغسطس 1871[50][51][52] – 12 سبتمبر 1919[50][51][53])

## وصلات خارجية
- موقع وزارة الخارجية الروسية
- موقع وزارة الخارجية الفنلندية